# Antioquía (departement)

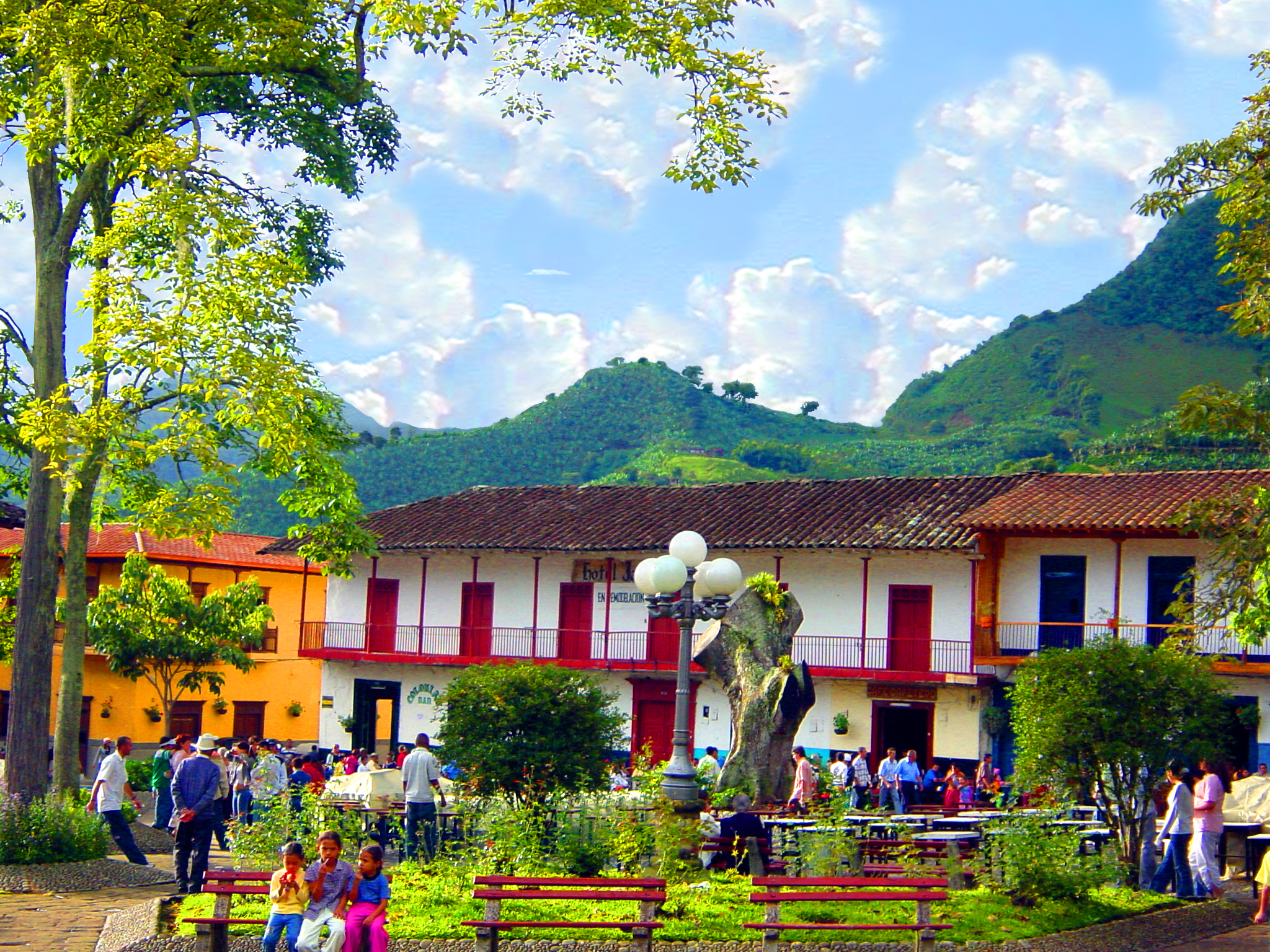
Det centrala torget

Antioquia är ett av Colombias departement. Det ligger i nordvästra Colombia i Colombias ander. Antioquia gränsar mot departementen Córdoba, Bolívar, Santander, Boyacá, Caldas Risaralda, och Chocó. Antioquia är det folkrikaste departementet i Colombia utanför huvudstadsdistriktet Bogotá. Huvudstaden Medellín är landets näst största stad. Andra större städer i departementet är Apartadó, Bello, Envigado och Itagüí.

## Provinser och kommuner
Antioquia brukar indelas i nio provinser och 125 kommuner. Provinserna är mer en geografisk än en politisk indelning.
| - Nordeste (Nordost) 1. Amalfi 2. Anorí 3. Cisneros 4. Remedios 5. San Roque 6. Santo Domingo 7. Segovia 8. Vegachí 9. Yalí 10. Yolombó - Norte (Norr) 1. Angostura 2. Belmira 3. Briceño 4. Campamento 5. Carolina del Príncipe 6. Don Matías 7. Entrerríos 8. Gómez Plata 9. Guadalupe 10. Ituango 11. San Andrés de Cuerquía 12. San José de Montaña 13. San Pedro 14. Santa Rosa de Osos 15. Toledo 16. Valdivia 17. Yarumal - Occidente (Väster) 1. Abriaquí 2. Santa Fe de Antioquia 3. Anzá 4. Armenia 5. Buriticá 6. Cañasgordas 7. Dabeiba 8. Ebéjico 9. Frontino 10. Giraldo 11. Heliconia 12. Liborina 13. Olaya 14. Peque 15. Sabanalarga 16. San Jerónimo 17. Sopetrán 18. Uramita | - Oriente (Öster) 1. Abejorral 2. Alejandría 3. Argelia 4. El Carmen de Viboral 5. Cocorná 6. Concepción 7. Granada 8. Guarne 9. Guatapé 10. La Ceja 11. La Unión 12. Marinilla 13. Nariño 14. Peñol 15. Retiro 16. Rionegro 17. San Carlos 18. San Francisco 19. San Luis 20. San Rafael 21. San Vicente 22. Santuario 23. Sonsón - Suroeste (Sydväst) 1. Amagá 2. Andes 3. Angelópolis 4. Betania 5. Betulia 6. Caicedo 7. Caramanta 8. Ciudad Bolívar 9. Concordia 10. Fredonia 11. Hispania 12. Jardín 13. Jericó 14. La Pintada 15. Montebello 16. Pueblorrico 17. Salgar 18. Santa Bárbara 19. Támesis 20. Tarso 21. Titiribí 22. Urrao 23. Valparaíso 24. Venecia | - Bajo Cauca (Nedre Caucafloden) 1. Cáceres 2. Caucasia 3. El Bagre 4. Nechí 5. Tarazá 6. Zaragoza - Magdalena Medio (Mellersta Magdalenafloden) 1. Caracolí 2. Maceo 3. Puerto Berrío 4. Puerto Nare 5. Puerto Triunfo 6. Yondó (Casabe) - Urabá 1. Apartadó 2. Arboletes 3. Carepa 4. Chigorodó 5. Murindó 6. Mutatá 7. Necoclí 8. San Juan de Urabá 9. San Pedro de Urabá 10. Turbo 11. Vigía del Fuerte - Valle de Aburrá (Aburrádalen) 1. Barbosa 2. Bello 3. Caldas 4. Copacabana 5. Envigado 6. Girardota 7. Itagüí 8. La Estrella 9. Medellín 10. Sabaneta |